# Hypochroma achrosis
Hypochroma achrosis là một loài bướm đêm trong họ Geometridae.